# Alseodaphne glaucina
Alseodaphne glaucina là loài thực vật có hoa trong họ Nguyệt quế. Loài này được (A.Chev. ex H.Liou) Kosterm. miêu tả khoa học đầu tiên năm 1977.